# Catliniet

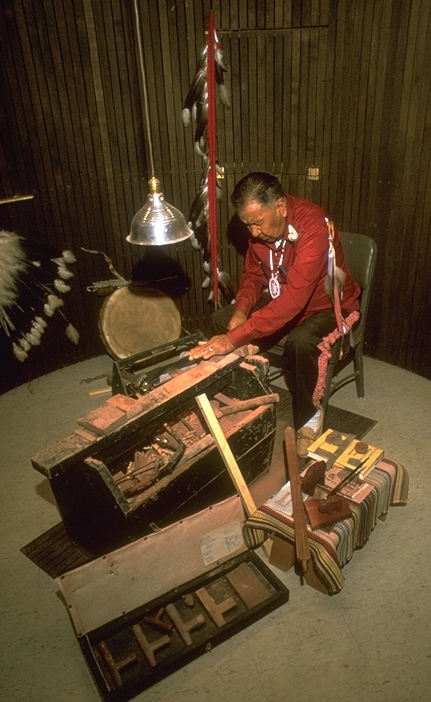
Bewerking van catliniet.

Catliniet of pijpsteen is een bepaalde soort rood metamorf argilliet dat voorkomt in kwartsiet.
Het mineraal wordt gehouwen door Indianen om gebruikt te worden als pijp. De mijnen bevinden zich in het Pipestone National Monument nabij Pipestone in South Dakota en nabij de rivier de Pipestone in Manitoba, Canada.